# Ангеліна Кріхелі
Ангеліна Кріхелі (Ангелина Крихели) (1 жовтня 1990, смт. Березнегувате, Миколаївська область) — українська письменниця, член Національної спілки журналістів України, автор книг для дорослих і дітей.

## Біографічна довідка
Народилась 1 жовтня 1990 року в смт Березнегувате Миколаївської області.
Мати — представник циркової династії Ірина Михайлівна Кріхелі, згодом — Майстер народньої творчості (декоративно-ужиткове мистецтво), виступила ілюстратором деяких книжок Ангеліни Кріхелі.
З п'яти років родина живе у м. Миколаєві.
|  | Люблю своє місто, душі тут комфортно і я б ні на що його не змінила, хоча така можливість була неодноразово. Є в маленьких містах якась надзвичайна магія. До того ж, втомлююся від великого скупчення людей, яскравого світла і гучної музики. Це емоційно виснажує. У супермаркеті зі мною теж не зіткнутися: просто не ходжу туди. Не люблю великих приміщень, в яких можна заблукати, і бездушних поличок, з якими не можна поговорити про прекрасне, вибираючи мило, шампунь або крем для рук… |

## Творчість
У дитинстві Ангеліна багато писала та мріяла стати професійним письменником. Тож, мати привела майбутнього, тоді 13-річного, автора до літературного об'єднання «Зоря» під керівництвом Юрія Гросмана. Дівчина писала вірші та захоплювалася прозою. Після прослуховування Ангеліну прийнято до літоб'єднання, членом якого вона була до 2016 року. Тоді ж в газеті «Турбініст» вперше друкують її вірші.

Та згодом поетичного простору стає замало. Вже в 15 років Ангеліна пробує себе в журналістиці в газеті «Нове покоління».

У 2009 році роботи Ангеліни Кріхелі помічає редактор «Новой Николаевской газеты» та запрошує до газети позаштатним кореспондентом. Поступово Ангеліна охоплює в статтях та нарисах не лише близький та зрозумілий їй світ культури і мистецтва, але й медичні, соціальні питання.

З 2010 року Ангеліна Кріхелі працює з такими виданнями як Всеукраїнський журнал «Имена», газета «Рідне Прибужжя» тощо. У 2011 році працює в штаті газети «Николаевские новости». З 2012 року і до сьогодні пише для газет «Южная Правда», «Вестник Прибужья».

Деякий час пише рецензії на театральні вистави, в 2014—2015 роках очолює альтернативне журі театрального фестивалю міжнародного чорноморського клубу «Homo Ludens» (за запрошенням Миколаївського академічного художнього російського драматичного театру).

Під час активної журналістської діяльності з'являється низка інтерв'ю з зірками театру і кіно України та ближнього зарубіжжя. Такими як: Ольга Сумська, Катерина Кістень, Ігор Сігов, Анатолій Кот та інші.

Перша книга з авторської серії «Інтерактивні казки» «Найденыш (Щенок, который заблудился)» вийшла друком у видавництві «Іліон» у 2016 році.
|  | Я - дитя стику століть: ми ще ставилися з недовірою, як до казки, до нових технологій, але вже мріяли про них. Люблю запах книги, шелест сторінок, провести пальцем по корінцях книг на полиці, почути їх живий, майже відчутний, шепіт. Але не проти почитати і в інтернеті. |

## Благодійні та інші проєкти автора
Після виходу кожної друкованої книги Ангеліна Кріхелі проводить значну благодійну роботу: благодійні зустрічі з читачами, подарунки дітям з дитячим домів сімейного типу тощо.

Окрім іншого, у 2016 році стартував авторський благодійний проект «Аудіокнига для дітей з вадами зору». В рамках вказаного проекту на студії радіо «Миколаїв-FM» протягом двох років вже записано три аудіокниги.

Під час презентацій диски з аудіокнигою подаровані автором спеціалізованим установам: дитяче відділення обласної офтальмологічної лікарні, Миколаївський спеціальний навчально-виховний комплекс для дітей з ослабленим зором, бібліотеки міста і області тощо.
|  | ...я увійшла в студію, спробувала начитати, ми послухали, і звукорежисер задумливо вимовила: «А знаєш, це здорово, що автор сам читає кожному своєму читачеві особисто...». Так і почалася робота. Зараз вже я думаю, що і інші книги, якщо будемо записувати, то читати буду я. Так ми зможемо максимально передати те, що я хотіла сказати, як відчувала текст, коли писала. І так кожна дитина, яка не змогла потрапити на презентацію, відчує себе необхідною, важливою, адже спеціально для неї писали і читали цю або будь-яку іншу книгу, - згадує Ангеліна Кріхелі. |

З 2021 року веде власні канали в YouTube для людей з вадами зору, створюючи аудіокниги. Окрім своїх книг Ангеліна начитує також книги таких авторів як Сафо Мелі, Ксенія Демиденко, Тетяна Олійник та інші.

## Інтерв'ю та деякі інші джерела
- Интервью с Ангелиной Крихели [Архівовано 22 грудня 2017 у Wayback Machine.]
- Интервью с Ангелиной Крихели: «Я с детства точно знала, кем хочу быть и целенаправленно к этому шла»
- Вийшла в світ аудіокнига для дітей письменниці Ангеліни Кріхелі [Архівовано 22 грудня 2017 у Wayback Machine.]
- Казка у форматі аудіо [Архівовано 22 грудня 2017 у Wayback Machine.]